# Saison 12 de New York, unité spéciale
Chronologie
Saison 11 Saison 13
Cet article présente la douzième saison de New York, unité spéciale, ou La Loi et l'Ordre : Crimes sexuels au Québec, (Law and Order: Special Victims Unit), qui est une série télévisée américaine.

## Distribution

### Acteurs principaux
- Christopher Meloni (VF : Jérôme Rebbot) : détective Elliot Stabler
- Mariska Hargitay (VF : Dominique Dumont) : détective Olivia Benson
- Richard Belzer (VF : Julien Thomast) : sergent John Munch
- Ice-T (VF : Jean-Paul Pitolin) : détective Odafin Tutuola
- B. D. Wong (VF : Xavier Fagnon) : Dr George Huang
- Tamara Tunie (VF : Sylvie Jacob) : Dr Melinda Warner
- Dann Florek (VF : Serge Feuillard) : capitaine Don Cragen

### Acteurs récurrents

#### Substituts du procureur
- Francie Swift : substitut du procureur Sherri West (épisodes 2, 3, 23 et 24)
- Melissa Sagemiller : substitut du procureur Gillian Hardwicke (épisodes 6, 7, 8, 10, 11, 12, 13, 15, 16 et 19)
- Christine Lahti : substitut du procureur Sonya Paxton (épisodes 9 et 17)
- Diane Neal : substitut du procureur Casey Novak (épisode 21)

#### Avocats de la défense
- Peter Hermann : avocat de la défense Trevor Langan (épisode 3)
- Michael Boatman : avocat de la défense Dave Seaver (épisodes 5 et 19)
- Jason Jurman : avocat de la défense Mitch Shankman (épisodes 5 et 19)
- Alex Kingston : avocate de la défense Miranda Pond (épisode 7)
- Joe Grifasi : avocat de la défense Hashi Horowitz (épisodes 8, 17 et 24)
- CCH Pounder : avocate de la défense Carolyn Maddox (épisode 9)
- Austin Lysy : avocat de la défense Russell Hunter (épisodes 10 et 11)
- Marielle Hartley : avocate de la défense Lorna Scarry (épisode 13)
- J. Paul Nicholas : avocat de la défense Linden Delroy (épisode 14)
- Robert Klein : avocat de la défense Dwight Stannich (épisode 15)
- Ned Eisenberg : avocat de la défense Roger Kressler (épisode 23)

#### Bureau des Affaires Internes
- Robert John Burke : lieutenant Ed Tucker (épisodes 11 et 23)

#### Juges
- Anita Gillette : juge Sheila Tripler (épisode 2)
- Judith Light : juge Elizabeth Donnelly (épisode 3)
- Zach Grenier : juge Miranski (épisodes 5 et 15)
- Lindsay Crouse : juge D. Andrews (épisodes 6 et 19)
- Patricia Kalember : juge Karen Taten (épisode 8)
- Kate Nelligan : juge Sylvia Quinn (épisode 9)
- Joanna Merlin : juge Lena Petrovsky (épisodes 10 et 21)
- Audrie J. Neenan : juge Lois Preston (épisode 11)
- Peter McRobbie : juge Walter Bradley (épisode 11)
- John Cullum : juge Barry Moredock (épisode 12)
- Harvey Atkin : juge Alan Ridenour (épisode 23)

#### Infirmiers
- Elizabeth Flax : infirmière Carey Hutchins (épisode 2)
- Stephen Gregory : docteur Kyle Beresford (épisodes 2 et 12)
- Anne James : infirmière Jane Larom (épisodes 6, 13 et 22)
- Amir Arison : docteur Manning (épisodes 4 et 19)

#### NYFD
- Joselin Reyes : ambulancière Martinez (épisode 11)

#### NYPD

##### Police scientifique
- Neal Bledsoe : détective Clifton Montgomery (épisodes 3, 7 et 14)
- Joel de la Fuente : lieutenant TARU Ruben Morales (épisodes 6, 15, 16 et 18)
- James Chen : technicien CSU Adrian Sung (épisodes 11, 12, 16, 21, 22 et 24)
- Caren Browning : capitaine CSU Judith Spier (épisodes 14, 17 et 23)

##### Police
- Jamie Lynn Concepcion : officier Delgado (épisodes 2, 6, 11 et 18)
- Eric Schneider : officier Eddie Nelson (épisode 23)

##### Église catholique
- Charlayne Woodard : Sœur Peg  (épisode 24)

##### Entourage de l'Unité spéciale
- Isabel Gillies : Kathy Stabler (épisodes 9, 11 et 23)
- Allison Siko : Kathleen Stabler (épisode 9)

## Production
Le 12 avril 2010, la série est renouvelée pour une douzième saison.
La douzième saison, comporte 24 épisodes et est diffusée du 22 septembre 2010 au 18 mai 2011 sur NBC.
En France, la série est diffusée du 7 mars 2011 au 26 septembre 2011 sur TF1.
Cette saison marque l'apparition de Casey Novak, interprétée par Diane Neal qui était personnage principale de la série de la saison 5 à 9.
La fin de cette saison marque le départ d'Eliott Stabler, interprété par Christopher Meloni, qui démissionne à la fin de la saison.

## Liste des épisodes

### Épisode 1:La Doublure
- États-Unis : 22 septembre 2010 sur NBC
- France : 7 mars 2011 sur TF1

- États-Unis : 9,68 millions de téléspectateurs[4] (première diffusion)

- Joan Cusack : Pam Burton
- Henry Ian Cusick : Erik Weber
- Amir Darvish : le musulman
- John Di Benedetto : l'homme de la maintenance
- Amanda Dillard : Ella Burton
- Adam Greer : Dr. Zaydok
- Will Kempe : Mickey Schaeffer
- Trent Kendall : MTA Officiel
- Linda Powell : Lauren White
- Tasha Lawrence : Marie Povolko
- Conan McCarty : soldat Dunphy
- Bailee Madison : Mackenzie Burton
- Barbara Miluski : le vendeur de tickets
- Stephen Payne : Dale Pennington
- Christiane Seidel : Darla Pennington
- Peter Strauss : Kevin Burton
- Rik Alan Walter : Shérif Renshaw
- Karen Pittman : agent du FBI Wilcox

Pendant que sa mère prend un bain, sa fillette, Mackenzie Burton, l'enferme et prend la fuite hâtivement. Pourtant, paniquée et hystérique, persuadée que quelqu'un a pénétré chez elle pour l'enlever, sa maman contacte d'emblée l'Unité spéciale qui inspecte leur appartement pour constater s'il y a des signes d'effraction tandis que Benson et Stabler sont informés par ses parents, Pam et Kevin, qu'ils ont peur que leur cauchemar recommence car leur première petite fille, Ella, a disparu sans laisser de traces 10 ans auparavant. Toutefois, notant que le sac et des chaussures de Mackenzie sont manquants mais également de l'argent volatilisé dans le sac de Pam, les deux inspecteurs sont certains qu'elle a fugué et que personne ne l'a enlevée à leur domicile. Une théorie prouvée par la caméra de surveillance de leur immeuble qui démontre que Mackenzie est partie avec quelques affaires en passant par la porte d'entrée pour se diriger en ville. Or, malgré cette preuve vidéo, les Burton refusent de croire qu'elle a fui son cocon familial et, pris de remords étant donné qu'ils n'ont pas été vigilants avec Ella, ils expliquent à Benson et Stabler qu'ils sont surprotecteurs avec elle au point de surveiller ses moindres gestes ou déplacements. En revanche, la veille, par faute d'attention, son père l'a laissée surfer sur le Net sur un forum de discussion où elle a échangé avec un pseudonyme, "Eddie D", en lui faisant part de son envie de quitter sa famille qu'elle considère comme infernale pour refaire sa vie avec lui autre-part. Grâce à un logiciel retors installé par Pam pour garder un œil sur ses recherches dont elle a effacé l'historique, l'Unité spéciale et les Burton déduisent qu'elle a été manipulée par un cyber-prédateur sexuel qui lui a donné rendez-vous dans le gare du Gare central le jour même de sa disparition. Illico sur place avec la police, Benson, Stabler, leurs collègues et les Burton s'éparpillent dans cette gigantesque station bondée où, par chance, ils la surprennent en compagnie d'un homme, un dénommé Erik Weber, qu'ils interceptent rapidement. Alors que Mackenzie avoue qu'il s'agit bien de son interlocuteur Eddie, celui-ci est durement interrogé par Benson et Stabler s'efforcent de le faire craquer pour qu'il leur concède qu'il est bien un pédophile et qu'il l'a contactée pour lui faire du mal en profitant de sa naïveté juvénile. Malheureusement, mis sous pression, Weber résiste à leur interrogatoire musclé et leur confesse qu'il appartient au «Collectif citoyen anti-prédateurs», une association  pour sauver des mineurs des griffes de violeurs qu'ils influencent sur les réseaux sociaux pour les rencontrer en vrai afin de les molester. D'ailleurs, pour assurer Benson qu'il est innocent, Weber lui confie que sa jeune sœur a été violée quand elle avait 9 ans et, traumatisée et meurtrie, elle s'est donnée la mort des mois plus tard. De son côté, furieuse de retourner au bercail, Mackenzie proclame à Benson que les Burton l'ont adoptée dans un orphelinat et qu'elle est malheureuse à leur côté puis, surtout, que son ami Eddie se battait régulièrement avec elle dans sa chambre à coucher. Un détail qui établit qu'elle est proche de lui depuis longtemps comme l'atteste l'adresse IP de son locuteur qui n'est d'autre qu'un garçonnet de son âge. En effet, il s'appelle bien Eddie et ils sont amis parce qu'ils ont grandi ensemble dans un refuge pour gamins abandonnés avant qu'ils ne soient pas séparés par leur adoption respective. Déçu comme elle de vivre avec des adultes qu'il n'apprécie guère, il lui a donc suggéré sur un chat de fuir avec lui en prenant un train où, seule, elle a fait la connaissance de Weber qui, selon lui, a essayé de la pousser à rebrousser chemin pour regagner le foyer des Burton. En conséquence, ces derniers sont embarrassés par les mensonges de Mackenzie qui a accusé Weber de pédophilie mais, aigrie par sa fugue ratée, elle écarte tout excuse pour la police qui a perdu du temps en s'acharnant sur un bon Samaritain. Finalement blanchi et relâché, Weber accepte les excuses de Benson pour l'avoir torturé psychologiquement et, charmeur et soulagé d'être enfin compris, lui propose d'aller un boire avec lui pour être quitte l'un envers l'autre. Séduite par ses avances, Benson y renonce à contrecœur et, regrettant son refus, Weber s'en va du commissariat au moment même où Stabler remet à sa partenaire de travail une lettre que lui a laissé Mackenzie avant de réintégrer la résidence des Burton. Effectivement, en douce, elle a déposé un appel à l'aide sur son bureau où elle le sollicite pour qu'il la protège d'eux qui, d'après ses appellations, la maltraitent en privé et l'espionnent en introduisant des choses en elle d'où son envie de s'échapper de sa famille d'accueil qu'elle estime comme étant toxique et tyrannique. Alertée par son SOS tout en faisant attention à sa mythomanie qu'elle a dévoilée en blâmant un citoyen honnête, l'Unité spéciale prend le risque d'envoyer une assistance sociale pour examiner son cas et questionner les Burton pour conclure ou non cette enquête brève sur les accusations de maltraitance. Pendant les fouilles de leur logement, Benson consulte Mackenzie pour savoir si elle ment encore sur les Burton et, effrayée, la fugueuse lui souffle qu'ils ont installé une puce informatique dans son bras pour pouvoir la fliquer et la dompter en maîtrisant son quotidien. Agacée par le fait qu'elle devienne aussi paranoïaque que Pam qui l'a probablement contaminée avec sa folie quasi maniaque, Benson est interloquée en touchant son membre où elle ressent avec certitude un micro conducteur d'informatique injecté avec une piqûre par les Burton sans son accord, une évidence de plausibles sévices qu'ils lui font subir derrière leur apparence d'époux aimants et chaperons. 

### Épisode 2:Compromissions
- États-Unis : 22 septembre 2010 sur NBC
- France : 14 mars 2011 sur TF1

- États-Unis : 10,36 millions de téléspectateurs[4] (première diffusion)

- Ali Ahn : Tess Chang
- Melissa Rain Anderson : Amber Samonsky
- Marlon Bedoya : un parent
- Frank Blocker : l'homme de Brownstone
- Charles Borland : Al McCutcheon
- Janet Carroll : Brenda Fairchild
- Kristin Stewart Chase : Jessica
- Henry Ian Cusick : Erik Weber
- Stephen Tobolowsky : Edwin Adelson
- Richard D'Alessandro : Gino Cassesse
- Emily Dorsch : Grace Weber
- Matthew Gumley : un garçon
- Sarah Hund : la maman de l'appartement
- Ruby Jerins : Rose Samonsky
- Harlin C. Kearsley : un avocat
- Rock Kohli : Dennis
- Adrian Martinez : Stuart Linderby
- Alexandra Metz : Tori
- Angela Reed : June LeCompte
- Daniel Stewart Sherman : Jeff Samonsky
- Iris Little Thomas : Mrs. Linderby
- Amy Tribbey : Louise Adelson
- Isidra Vega : Gina Cassesse
- Madeleine Rose Yen : Mandy LeCompte
- Stephen Gregory : Docteur Kyle Beresford
- Francie Swift : Substitut du procureur Sherri West
- Anita Gillette : Juge Sheila Tripler

Un soir, dans une épicerie, une fille de 9 ans hagarde vole de la nourriture sous les yeux des employés de la boutique. Surtout, ils décèlent immédiatement du sang coulant sous sa jupe, au niveau de son entrejambe. Avertie, l'Unité spéciale débarque à son chevet à l'hôpital où un médecin leur apprend qu'elle est affamée, déshydratée et qu'elle a été violée, soit des signes de maltraitance irréfutables. Cependant, toujours choquée, la jeune inconnue s'enferme dans son mutisme et, au moment où une infirmière souhaite photographier ses blessures pour un rapport médical, elle prend peur de telle manière qu'elle révèle à Benson et Stabler que son agresseur a pris des photos d'elle lors de son viol.Pour l'identifier, les inspecteurs quadrillent la zone où elle a erré afin de retrouver son logement. À l'intérieur d'une pizzeria, une serveuse la connait et les guide vers son adresse, un appartement qui s'avère être une porcherie où, après avoir entendu des cris d'un garçonnet, ils déboulent de force pour intercepter ses parents. En fait, littéralement absorbés par leur jeu vidéo d'où sortent les hurlements, ils prennent conscience que ce sont des geeks qui, en plus de ne pas l'avoir nourrie depuis des jours, n'ont même pas constaté qu'elle avait disparu et encore moins qu'elle n'était plus avec eux. Au commissariat où ils sont emmenés sous leur contrainte, Benson et Stabler font face à deux adultes immatures, Jeff et Amber Samonsky,  dont un père qui sous-entend à Benson que la victime, Rose, n'est que sa belle-fille et, suspecté d'être son bourreau, nie l'avoir molestée. Plus troublant, de son côté, aussi ravagée que son époux,  sa mère explique à Stabler qu'elle n'est pas sa progéniture et qu'elle n'est qu'un imposteur qui a usurpé l'identité de la vraie Rose, portée disparue depuis des années. Témoin de son aliénation, justifiée par son mari qui déclare aux détectives qu'elle a été renversée par un bus dans le passé, le docteur Huang théorise à Benson et Stabler que la maman de Rose souffre d'un délire d'illusion des sosies de Capgras, un trouble de la connexion visuelle qui survient après un accident dont le choc l'aggrave au point qu'elle est maintenant convaincue que tous ses proches ont été évincés par des sosies qui leur ressemblent parfaitement. Atteinte d'une lésion cérébrale contrairement à son mari beaucoup trop nigaud pour s'attaquer sexuellement à Rose, elle n'a donc aucune chance de l'accepter comme étant sa fillette. Bouleversés par Rose qui semble être en manque d'amour de la part de sa famille, dans une salle d'interrogatoire, Benson et Stabler essayent de raisonner Amber en demandant à Rose de lui parler via l'interphone tout en se cachant, un plan qui débouche sur une réussite car elle est émue d'entendre sa gamine qu'elle croit décédée. Malheureusement, touchée qu'elle lui partage enfin ses sentiments pour elle, Rose pénètre dans la cellule, fonce dans les bras d'Amber qui, délirante et dérangée, la gifle violemment et lui reproche d'avoir supprimé la véritable Rose... Tout compte fait, rejetée par son papa accro à son univers virtuel et méprisée par une Amber insauvable car perdue à jamais dans sa confusion mentale, elle trouve du réconfort auprès de Benson qui l'éclaircit sur cette maladie psychologique incurable et qu'elle est dorénavant en sécurité loin de son beau-père. Néanmoins, sûre d'elle, Rose lui admet qu'il n'est pas son assaillant et qu'un individu masqué l'a happée dans la rue quand elle a fui son domicile familial invivable. Doté d'une voix méchante, il l'a entraînée dans un centre de loisirs près de son habitation pour abuser d'elle en toute discrétion. En consultant les commentaires sur le site Internet de cette institution culturelle et joviale, Stabler et Munch en retiennent un où quelqu'un glisse qu'un membre de ce club pour mineurs y travaille pour les peloter. En revanche, la directrice argue à Benson et Stabler qu'elle n'emploie que des femmes sauf son fils souffrant du syndrome de Noonan. Comme il est enregistré sur la liste des délinquants sexuels, précisément ce qui affole l'Unité spéciale, elle leur précise qu'il a été surpris par des quidams en train d'uriner dans un buisson aux alentours d'une cour de récréation et que ces derniers ne cessent de les harceler en publiant des flyers injurieux en ville accompagnés de son visage et d'un avertissement pour prévenir les familles qu'il est un prédateur sexuel. Toutefois, terrifiés par ce lynchage gratuit puisqu'il n'a jamais violé qui que ce soit et qu'il est adoré par les bambins, Benson et Stabler discernent l'origine de ces affichettes issues  du « Collectif citoyen anti-prédateurs » rencontré lors de leur précédente enquête, une association menée par le charismatique Erik Weber qui se félicite de surveiller son quartier des pédophiles grâce à une application qui accorde tous les majeurs à éloigner leurs petits des endroits où ils rôdent. Professeur d'autodéfense pour leur enseigner le karaté dans le but de se défendre contre eux, hanté par le suicide de sa sœur rescapée d'un attentat à la pudeur au même âge que Rose, Weber est réprimandé par Benson  et Stabler pour trainer dans la boue un handicapé, inscrit par erreur dans le registre des violenteurs, pour avoir exhibé son sexe dans un coin fréquenté par des jeunots. Heureux de veiller sur eux en jetant des gens dangereux en pâture pour qu'ils ne les approchent pas, Weber accepte de les épauler en questionnant les acolytes de sa milice en voie de développement en leur dévoilant une photographie de Rose pour récolter des indices sur son tortionnaire. Malencontreusement, elle est diffusée dans les médias par une journaliste devant l'Unité spéciale et, écœurée par le fait qu'elle gâche l'intimité de Rose, Benson lui retire brutalement ce cliché en plein reportage quitte à priver sa liberté d'expression. Pendant ce temps, leur retard dans leurs investigations ont permis à leur criminel de récidiver tranquillement. 

### Épisode 3:Sage et obéissante
- États-Unis : 29 septembre 2010 sur NBC
- France : 21 mars 2011 sur TF1

- États-Unis : 9,48 millions de téléspectateurs[6] (première diffusion)

- Jennifer Barnhart : détective Lorna Diamond
- Dave Conelli : le chauffeur de bus
- Mike Hodge (en) : inspecteur de Detroit
- Jennifer Love Hewitt : Vicki Alicia Sayers / Julie McManus
- Darrell Larson : le clochard
- James LeGros : Bill Harris
- Robin LeMon : la livreuse
- Ron Nakahara :  Dr. Tanaka
- Nalini Sharma : le réceptionniste de l'hôtel
- Skeet Ulrich : détective Rex Winters
- Peter Hermann : Trevor Langan
- Judith Light : Juge Elizabeth Donnelly

### Épisode 5:En chaleur
- États-Unis : 13 octobre 2010 sur NBC
- France : 11 avril 2011 sur TF1

- États-Unis : 8,13 millions de téléspectateurs[8] (première diffusion)

- April Armstrong : une journaliste
- Ebbe Bassey : Denny Gamm
- Melissa Benoist : Ava
- Hadley Delany : Aubrey Elding
- T.J. Edwards : Ray Castaneda
- Connor Fox : Jim
- Amanda Fuller : Emma Brooks
- Lori Funk :  Monica Worley
- David Furr : Greg Elding
- Rosemary Harris : Francine Brooks
- John Keating: Sassoon
- Dan Kohler : Witt Worley
- David Krumholtz : Dr. Vincent Prochik
- Yu Lew : l'informaticien
- Katie McGee : une journaliste
- Lucy Owen : Lindsay Elding
- Kate Rigg : la policière scientifique
- Tyrone Robinson : Phil McPeal
- Brian Wallace : Bart Levin
- Jason Jurman : Mitch Shankman
- Michael Boatman : Dave Seaver
- Paula Patton : substitut du procureur Mikka Von
- Zach Grenier : Juge Gambel

### Épisode 6:Une rien du tout
- États-Unis : 20 octobre 2010 sur NBC
- France : 18 avril 2011 sur TF1

- États-Unis : 8,74 millions de téléspectateurs[9] (première diffusion)

- Kevin Alejandro : Victor Ramos
- Michael Gladis : Bill Dixon
- David Alan Grier : Jeremy Swift
- Nicholas Locicero : Michael Dixon
- Marcella Lowery : Margaret Holmes
- Meredith Patterson : Joyce Dixon
- Athena Eleanor Ripka : Lizzie Dixon
- Bess Rous (en) : Camille Walters
- Odeya Rush : Hannah Milner
- Ben Sinclair : Jonas Rothenberg
- Jason Wiles : Alexander Gammon
- Melissa Sagemiller : Gillian Hardwicke

Un soir, en rentrant chez elle avec ses enfants, une femme découvre son mari, Bill Dixon, à moitié nu et ligoté sur le sol de leur cuisine. Sur place, l'Unité spéciale remarque que son agresseur a pénétré chez lui sans effraction et, malin, qu'il a soigneusement évité les caméras de surveillance pour éviter une intervention du veilleur de nuit de l'immeuble. Avant qu'il ne soit emmené à l'hôpital pour des examens d'autant plus que ses blessures provoquent une crise cardiaque, Dixon raconte à Benson et Stabler que son bourreau l'a attaqué par surprise et, gêné, leur dévoile une inscription, "Souillure", sur sa poitrine qu'il a tailladée avec un cintre allumé avec un chalumeau. À son chevet où il a survécu, le duo de détectives est avisé par une infirmière sur les multiples sévices qu'il a subis sans qu'il puisse se défendre. En effet, lors de son martyr, il a d'abord été drogué avec du Kétamine, soit un tranquillisant utilisé par des vétérinaires pour endormir des bêtes blessées, puis sodomisé, tabassé et donc mutilé avec du fer rouge. Hallucinés par cette sauvagerie digne d'une vengeance, ils sont enfin informés que son assaillant l'a humilié en lui insérant deux dés et un petit sablier dans son anus qu'il avait préparé pour une soirée de jeux de société avec sa famille. Hospitalisé et questionné par Stabler sur sa vie privée, embarrassé par son agression sexuelle, Dixon lui jure comme son épouse qu'il mène une vie banale avec ses proches et, concernant sur son état de souffre-douleur, qu'il n'a pas reconnu son offenseur même s'il lui proclame qu'il s'agit sans doute d'un homosexuel. Parmi son entourage, Dixon guide l'inspecteur vers un écologiste qui s'est opposé à lui quand, en tant qu'homme d'affaires, il a capturé des serpents issus d'une espère rare dans un lac pour créer des ceintures pour s'enrichir. Même s'il affirme à Stabler et Benson qu'il est bien venu devant sa résidence pour poster une lettre de menace l'incitant à mettre un terme à son marché jugé cruel envers les animaux, son rival est rapidement mis de cause car son alibi est vérifié et solide. De fait, il s'avère que le violeur s'est infiltré dans le bâtiment des Dixon en se cachant dans une boîte en carton qu'un livreur a déposé à l'intérieur et, inconscient du contenu, que le gardien l'a rangé dans la cave parce que le colis n'était adressé à personne. Le lendemain de la persécution, inquiet que personne ne l'a réclamé, il l'a ouvert et il était vide. En d'autres mot, une stratégie tordue et rusée d'un individu souple qui a eu une astuce de génie pour être indétectable. Cependant, en remontant vers la société de livraison, une employée, Camille, indique à Benson et Stabler que personne n'a commandé la caisse ou, du moins, qu'elle ne parvient pas à l'identifier, ce qui démontre que quelqu'un a piraté le système de son entrepôt pour actionner un arrivage avec l'adresse des Dixon collé par-dessus la fausse marchandise. De leur côté, face à cet hacker expérimenté, la police scientifique se réussit pas à localiser son adresse IP car, informatiquement, il le promène de pays en pays pour jouer avec lui. Alors que Dixon se retranche sur lui-même sans donner plus d'informations à l'Unité spéciale et que son pointeur est insaisissable, Benson et Stabler sont alertés par leur capitaine, Cragen, qu'un second homme a été violé et brutalisé de la même façon que Dixon. Cette fois-ci, opérant toujours avec le modus operandi, leur criminel l'a entaillé avec barbarie en marquant le mot "Traître" sur sa chair. Interrogé sur son supplice, le comptable, Victor Ramos, confie à Stabler que l'inconnu sans visage l'a également assommé avec du Kétamine puis pénétré avec une bougie pour le rabaisser sexuellement. Tel Dixon, qu'il nie connaître, il ignore la raison du marquage qui sous-entend qu'il a trahi n'importe qui et se défend en assurant à Stabler qu'il est croyant depuis la mort de sa compagne d'une tumeur au cerveau. En assistant à son interrogatoire, le docteur Huang déduit aux policiers qu'il est réellement angoissé par quelque chose ou quelqu'un qu'il ne désire pas détailler ou dénoncer autant que Dixon qui leur a assuré qu'il n'a jamais vu Ramos dans le passé. Afin de savoir s'ils mentent et se fréquentent en vrai, Huang conseille aux enquêteurs de les libérer pour les suivre en dehors du commissariat. Tout compte fait, dans son véhicule, Fin les prend en filature dans la rue et, devant une entreprise, les filme en pleine dispute avec un certain Alexander Gammon, un homme d'affaires fortuné qui semble être menacé par Dixon qu'il est « le suivant ». À la suite du dévoilement de leur amitié que Dixon et Ramos ont voulu cacher à l'Unité spéciale, Cragen charge Stabler et Benson de rendre une visite à Gammon pour qu'il les clarifie sur leur querelle et relation amicale. Dans son appartement, sûr de lui, il leur garantit qu'il entend leurs noms pour la première fois mais, mis à mal par l'enregistrement de leur rencontre, modifie sa version en leur attestant qu'ils travaillent étroitement pour sa firme d'où leur dissension publique. Peu convaincus, les deux coéquipiers lui suggèrent une protection temporaire pour piéger son futur tortionnaire puisqu'ils théorisent qu'il est leur seul lien entre Dixon et Ramos. Finalement, en raison du refus de Gammon d'être sous leur protection tout en leur exhibant une arme à feu qu'il possède légalement, Benson et Stabler le quittent et, devant son habitation, croisent un manutentionnaire en train d'apporter un grand paquet sur un diable, semblable à celui qu'ils ont décelé chez les Dixon. Conséquemment, en se rendant compte que leur oppresseur a atterri à son insu dans une réserve munie d'un système de vidéo-vigilance, ils patientent des heures jusqu'à sa sortie du caisson pour s'introduire dans la demeure de Gammon. Masqué et cagoulé, décrochant sa serrure et portant une seringue de calmant dans sa main, le persécuteur tombe dans leur guet-apens et, autorisés par Gammon à prendre sa place pour mieux l'appréhender, l'interceptent de force au point d'arracher son déguisement. Toutefois, ils sont choqués d'avoir affaire à Camille qui, en fin de compte, n'est d'autre que la violeuse de Dixon et Ramos.
- Cet épisode marque la première apparition de Mélissa Sagemiller comme substitut Gillian Hardwicke

### Épisode 7:La Même histoire
- États-Unis : 3 novembre 2010 sur NBC
- France : 25 avril 2011 sur TF1

- États-Unis : 8,13 millions de téléspectateurs[10] (première diffusion)

- Maria Bello : Vivian Arliss
- Charlie Tahan : Calvin Arliss
- Alaina Dunn : Janice
- R. Lee Ermey : Walter Burlock
- Christopher Flockton : Nicholas Turner
- Kat Foster : Sarah Hoyt
- Tonya Glanz : Samantha Millerton
- Jimmie James : le barman
- Jay Armstrong Johnson : Paul
- Lohrasp Kansara : Frank
- Robert C. Kirk : Stan Nelson
- Matthew Montelongo : George Lawry
- Rio Puertollano :  Denny
- Joseph Sikora : Jason Gambel
- Tony White : Kevin
- Alex Kingston : Miranda Pond
- Melissa Sagemiller : Gillian Hardwicke

Dans une laverie, deux employés découvrent le cadavre d'une inconnue dissimulée dans du linge parsemé sur un tapis roulant. Aussitôt alarmés, Benson et Stabler sont avisés par le médecin-légiste Warner qu'elle a été ligotée, violée puis égorgée environ deux jours auparavant. Pour tenter de localiser la probable scène du crime, ils remontent vers un hôpital dont les déchets viennent d'être récupérés par des éboueurs avant d'être triés dans ce pressing. Cependant, le chauffeur du camion-poubelle leur jure qu'il n'a rien vu de suspect dans les chariots qu'il a vidés à l'intérieur de son véhicule tandis que les caméras de surveillance de l'établissement public démontrent aux détectives qu'un individu encapuchonné a profité de son absence pour jeter la défunte dans sa remorque. Dès lors, leur seul indice est une Volvo devenue rare sur le marché et, entretemps, la victime est enfin identifiée. Elle s'appelle Samantha Millerton et il s'avère qu'elle est connue de la police qui, de son vivant, l'a plusieurs fois arrêtée pour interdiction de flâner et injures envers des policiers lors de manifestations politiques contre une compagnie pétrolière, GlobeOil. Écologiste et artiste auprès d'une organisation environnementale proche d'un groupuscule ne nommant "CLEAN", Millerton luttait parfois avec violence avec ses acolytes pour dénoncer les actions du directeur cynique, Nicholas Turner, de cette société soupçonnée d'être responsable de la marée noire dans l'océan. D'ailleurs, dans leur refuge, l'un de ses amis exhibe aux enquêteurs une vidéo d'un sit-in où, entouré de ses gardes du corps, Turner menace physiquement et verbalement Millerton qui refuse de lâcher son combat contre lui au point d'avoir crée un mannequin humiliant de Turner qu'elle s'apprêtait à brûler au cours d'une prochaine convention. Quant à sa cible, interrogée dans ses bureaux de GlobeOil, elle identifie les liens autour du poignet de Millerton. D'après lui, tout en leur garantissant qu'il est innocent, Turner argue à Benson et Stabler qu'il a déjà surpris l'activiste en train de fouiller ses détritus devant sa maison pour mettre la main sur quelque chose de compromettant à son égard. Alors qu'il a contacté des flics pour la piéger, elle est rapidement partie avec un abat-jour qui, mystérieusement, a été utilisé par son tortionnaire pour la mobiliser et la supplicier. Cependant, le soir de son martyr, un système de vidéo-vigilance installé près de GlobeOil démontre qu'elle était sur le point de s'infiltrer dans cette firme et, quelques secondes plus tard, que son bourreau s'est garé avec sa Volvo devant pour l'enlever avec une force extrême tel un prédateur traquant sa proie. Cette fois-ci, la plaque d’immatriculation de sa voiture est visible et elle appartient à un certain Thomas Gambel, décédé neuf mois plus tôt. En la bornant, les inspecteurs atterrissent chez son fils, Jason, qui leur révèle que son père l'a légué à son frère et, à la fois gêné et fuyant, s'enferme étrangement dans sa résidence sans leur donner d'explications. Troublés par son comportement, Stabler et Benson frappent à sa porte et, subitement, Jason ouvre le feu sur eux. Par chance, pas touché, le duo pénètre dans sa maison où ils l'interceptent et l'emmènent directement au commissariat. Surtout, au moment où il est menotté, Benson remarque que Jason porte sur lui une petite boîte contenant plusieurs objets féminins qui ressemblent à des trophées personnels qu'il a soigneusement gardés comme des souvenirs dont un bracelet constitué d'une capsule de Millerton, ce qui la pousse à croire que ce dernier n'est qu'un tueur en série fétichiste nostalgique de ses viols et meurtres. Dans la salle d'interrogatoire, malmenés par eux d'autant plus que son empreinte a été décelée sur le bijou de la militante, Gambel leur assure qu'il n'est pas un monstre et que ces bibelots ne sont pas à lui. Littéralement agressé par leurs questions pour qu'il passe aux aveux, Gambel est sauvé de justesse par leur capitaine qui met un terme à leur entrevue car, comme le règlement l'oblige, ils doivent consulter le docteur Huang. Effectivement, rescapés d'une fusillade où ils ont failli perdre la vie, ils sont censés être expertisés par celui-ci pour qu'il approuve ou non leur retour au sein de l'Unité spéciale. Dès lors, chargé par Cragen, Fin prend le relai et questionne Gambel sur son emprisonnement pour détournement de fonds. Craintif et paranoïaque, s'inventant une famille qui n'existe pas, il lui réitère son effroi de revivre derrière les barreaux ainsi que son innocence dans la mort de Millerton et des précédentes disparues jusqu'ici non confondues. Pour lui prouver qu'il est irréprochable, il guide Fin vers son contrôleur judiciaire qui, approché par Benson et Stabler, confie ses doutes sur Gambel parce qu'il a annulé beaucoup de rendez-vous obligatoires avec lui. Inquiet, son agent de probation s'est donc rendu chez Jason où il a remarqué une pièce cadenassée dans le sous-sol de son logement. Persuadés qu'il torture ses captures dans sa cave, secondés par un technicien scientifique, les deux coéquipiers y rentrent par effraction et tombent sur une véritable chambre des sévices où, malgré du nettoyage avec de l'eau de javel, du sang est prélevé sur le sol près d'une évacuation. Afin de le faire craquer coûte que coûte, bravant l'interdiction de leur supérieur de le cuisiner, dégoutés par son sadisme, Stabler et Benson reviennent auprès de Gambel pour le terroriser en lui déclarant qu'il risque de finir dans le couloir de la mort s'il ne leur lève pas le voile sur le nom de toutes ses captives, dont Millerton, qu'il a sans doute mutilées, molestées et abattues tout comme l'emplacement de leurs corps à coup sûr démembrés. Malheureusement, pendant que Gambel les supplie de ne pas le remettre en prison et leur atteste une énième fois qu'il n'est pas un serial killer, ils sont informés par Fin que l'une de ses babioles, une bague de fiançailles gravée au nom d'"Alan et Joan", est celle d'une prénommée Joan Arliss qui, dans les années 1970, a subi un viol sans pouvoir assimiler le visage de son assaillant. Or, à l'époque, Gambel n'était pas né à plus forte raison que l'Unité spéciale relie le reste de ses trésors à d'autres femmes volatilisées durant cette même décennie. En somme, seule Millerton peut être son premier passage à l'acte. En toute logique, toujours soupçonné du calvaire qu'elle a enduré fatalement, Gambel est maintenant suspecté de couvrir un violeur en sommeil et, de son côté, son avocate, Miranda Pond, propose au substitut du procureur Hardwicke son immunité à propos du décès de Samantha s'il lui divulgue le nom de ce délinquant sexuel insaisissable ou bien l'endroit où ce récidiviste a caché la dépouille des personnes qu'il a abusées sexuellement et exécutées. Toutefois, bien que sa défense marchande avec Hardwicke, Gambel reste sur sa position et, sans cesse, proclame qu'il n'est pas coupable du sort funeste de Millerton.

### Épisode 8:Le Point commun?
- États-Unis : 10 novembre 2010 sur NBC
- France : 2 mai 2011 sur TF1

- États-Unis : 7,18 millions de téléspectateurs[11] (première diffusion)

- Brendan Averett : le type au mégaphone
- Rosie Benton : soldat McPhee
- Richard D. Busser : Uni
- Jeremy Davidson (acteur) : Seth Coleman
- Dion Graham : agent du FBI Agent Dowley
- Marcia Gay Harden : Agent du FBI Dana Lewis
- J.C. MacKenzie : Brian Ackerman
- Rob Morgan : le criminel
- T. Ryder Smith : Tom Marshall
- Nick Sullivan : DCJS Rep
- Charlie Tahan : Calvin Arliss
- Bruce Winant : Gerald Kauffman
- Melissa Sagemiller : Gillian Hardwicke
- Joe Grifasi : Hashi Horowitz

Alors qu'elle essaye de prendre soin du petit Calvin abandonné par sa mère junkie, Benson reçoit la visite inattendue d'une vieille connaissance, l'agent du FBI Dana Lewis, à son domicile. Traumatisée et paradoxalement calme, celle-ci lui confie une requête spéciale : elle lui remet son propre  kit de viol qu'elle vient de subir afin que le laboratoire de l'Unité spéciale l'analyse en toute discrétion. En mission d'infiltration, elle la supplie pourtant de ne pas ouvrir d'enquête officielle pour retrouver son bourreau car elle ne désire pas griller sa couverture. Cependant, par amitié pour elle, Benson accepte sa démarche mais lui désobéit en évoquant son cas à son coéquipier de longue date, Stabler. Avec l'accord de leur chef Cragen et contre le refus de Lewis, les deux flics débutent délicatement leurs investigations pour identifier et arrêter son agresseur. D'abord effrayée d'être mise à nue et démasquée par leurs recherches, Lewis est encouragée par Benson de leur raconter son agression sexuelle et de les emmener sur la scène du crime qui n'est d'autre que sa planque, un appartement de luxe dans lequel elle se cache loin de son époux et ses enfants, partis en Europe le temps qu'elle réussisse son objectif. Dès lors, Lewis leur déclare qu'un individu masqué a pénétré chez elle pendant qu'elle dormait. D'apparence corpulente et costaude, il l'a maîtrisée dans son lit et lui a injecté un puissant paralysant pour qu'elle soit incapable temporairement de se défendre ni d'hurler lors de sa molestation. Or, gênée par son viol parce qu'elle renvoie d'elle une image de femme forte et dure, elle se soumet de force à leur proposition pour les laisser s'immiscer dans une manifestation anti-mosquée, près du Ground Zero, où, sans leur indiquer les teneurs du rôle qu'elle tient, elle s'affirme publiquement auprès d'autres xénophobes pour tenter de confondre un potentiel ennemi. Pourtant, au beau milieu du chaos provoqué par Benson et Stabler qui font tache parmi eux, les détectives perdent Lewis de vue et assistent à son enlèvement par plusieurs types à l'intérieur d'une fourgonnette dont la plaque d'immatriculation appartient à un membre de la Brigade des citoyens souverains, un groupe antigouvernemental et américain qui s'affiche de plus en plus dans les médias en partageant des théories complotistes sur les valeurs de l'Amérique et son système économique entre autres. Désormais briefé sur cette milice que Lewis leur a dissimulée, Benson et Stabler visitent le siège du FBI, plus particulièrement son directeur qui leur argue étonnamment qu'il n'est pas au courant de son enlèvement tout simplement car elle a quitté son poste un an auparavant. Toutefois, le van de leurs ravisseurs est finalement localisé et il est dans un piteux état. Brûlé vif comme le véhicule entièrement détruit par le feu, seul le conducteur est à l'intérieur et il a été tué d'une balle dans la tête. Quant à Lewis, elle est toujours portée disparue avec ses ravisseurs. Pendant ce temps, interpellé par Fin et Munch, le leader de la Brigade en question est interrogé par Stabler qui l'influence pour qu'il lui parle du défunt. Menacé d'être poursuivi pour fraude, le meneur lui confesse que ce dernier a quitté son équipe de propagande à la suite de désaccords pour mieux l'évincer dans ses convictions en créant un groupuscule violent et extrémiste pour lutter à sa façon contre les institutions américaines. Lorsqu'une fusillade éclate dans leur refuge, l'Unité spéciale est doublée par le FBI déjà présent sur les lieux où Benson et Stabler apprennent que les membres de cette faction fondamentaliste sont décédés lors de leur assaut, sauf Dana Lewis qui a échappé au massacre. En fait, en collaboration avec son supérieur, Lewis a fait semblant de démissionner pour pénétrer parmi eux dans l'unique but de la démanteler. Malheureusement, sur le point de la dissoudre, elle a été confondue par la faute de Benson et Stabler qui ont contacté des renforts pour la détecter quand elle est partie de son plein gré avec ses faux complices lors de l'attroupement en pleine rue. En d'autres mots, en pensant qu'elle a été enlevée, les inspecteurs sont en partie responsables de cette tuerie car les militants ont pris peur au moment où ils ont remarqué que la police les pourchassait. Conséquemment, en calcinant leur monospace et tuant leur chauffard pour la semer, ils se sont enfermés dans leur abri où Lewis n'a pas eu d'autre choix d'en éliminer et déclencher une fusillade pour sauver sa peau in extremis et éviter leur futur plan funeste, organiser un attentat à New York. En colère contre Benson et Stabler qui l'ont jeté dans la gueule du loup qu'elle a longtemps esquivé en convaincant les terroristes qu'elle est de leur côté, Lewis se referme et leur exige de mettre un terme à son dossier concernant son viol. Néanmoins, le duo de policiers est informé par Munch et Fin que son assaillant a entretemps récidivé d'une manière similaire et, cette fois-ci, à Soho, il a ôté sauvagement la vie à sa victime à qui il a brisé les doigts, comme s'il cherchait à perfectionner son modus operandi. Tout compte fait, sa traque n'est plus personnelle aux yeux de l'Unité spéciale qui ne s'acharne plus à rendre justice uniquement à Lewis. Avant qu'il ne s'attaque à une troisième proie, Benson et Stabler doivent l'appréhender à tout prix et ne peuvent que compter sur l'aide de Lewis qui leur veut terriblement pour l'avoir mise en danger involontairement. En outre, analysés par les scientifiques du commissariat, ses prélèvements qu'elle a faits sur son corps martyrisé par son violeur débouche rien sur tout. Il n'a laissé aucune empreinte en elle ni son ADN. Persuadée qu'ils sont aptes à lever le voile sur son visage, Lewis se résout à les épauler  pour le coincer et le mettre derrière les barreaux. 

### Épisode 9:Le Tombeur
- États-Unis : 17 novembre 2010 sur NBC
- France : 9 mai 2011 sur TF1

- États-Unis : 7,65 millions de téléspectateurs[12] (première diffusion)

- Aria Alpert : Sara Tilden
- Charlie Barnett : Chuck Mills
- Gwynneth Bensen : Carla Vincent
- Erika Bradshaw : la greffière
- Catherine Brookman : Ali
- Anna Greenfield : Bethany Jennings
- Elena Hurst : Felicia Zorn
- Kate Nelligan : Sylvia Quinn
- Sam Kitchin : chef Ed James
- Dick Latessa : juge Marcus Ridiger
- Jen Ponton : Mia
- Marisol Sacramento : Tina
- Thomas Schall : Dean Bradford Parrish
- Alysha Umphress : Co-Ed
- Keona Welch : Rebecca
- Christine Lahti : Sonya Paxton
- Allison Siko) : Kathleen Stabler
- Isabel Gillies : Kathy Stabler
- Lenny Wolpe : Dr. Green
- CCH Pounder : Avocate de la défense Carolyn Maddox

Dans cet épisode, Charlie Barnett incarne l'étudiant en médecine Chuck Mills, sans aucun rapport avec son rôle de Peter Mills dans Chicago fire.

### Épisode 10:Conflit d'intérêt
- États-Unis : 1er décembre 2010 sur NBC
- France : 16 mai 2011 sur TF1

- États-Unis : 9,22 millions de téléspectateurs[13] (première diffusion)

- Maria Bello : Vivian Arliss
- Andrea Bordeaux : Rebecca
- Guil Fisher : Ike
- Vi Flaten : Lilith
- Kat Foster : Sarah Hoyt
- Rita Gardner : Arleen Donoho
- Shea Glaser : Caitlin La Marque
- Jack Gwaltney : David Drecker
- Jerzy Gwiazdowski : Ryan
- Cornelius Jones, Jr. : Dr. Cutler
- Kristian Kordula : Ash
- James Martinez : Clark Tinta
- Merissa Morin : Jill
- José Ramón Rosario : Paul Verecca
- Thomas Ryan : Larry Donoho
- Joseph Sikora : Jason Gambel
- Mike Starr : Mike O'Doole
- Charlie Tahan : Calvin Arliss
- Andrew Veenstra : Danny
- Austin Lysy : Russell Hunter
- Melissa Sagemiller : Gillian Hardwicke
- Joanna Merlin : Juge Lena Petrovsky

Lors d'une soirée arrosée, des fêtards écrivent des insultes au marqueur sur le visage d'une jeune femme endormie, Caitlin, dont le chemisier est déchiré, sans se douter qu'elle est en réalité en train de mourir d'une hémorragie, située derrière sa tête, provoquée par un choc violent contre un miroir. Aussitôt sur place, Stabler et Fin exigent de l'organisatrice de la fête, Jill, qu'elle leur transmette la liste de tous ses invités avant d'être informés par celle-ci que la mourante n'en fait pas partie. Le lendemain, alors qu'il se rend à son chevet avec sa coéquipière Benson, Stabler apprend à l'hôpital qu'elle est décédée de ses blessures. Autopsiée par le médecin-légiste Warner, elle a des lésions vaginales, soit le signe d'une relation sexuelle brutale consentie ou non, et son sexe contient du lubrifiant bleu. En fait, il apparaît que Caitlin était une croqueuse d'hommes qui travaillait dans une société de publicité et, à travers une liste constituée d'un baromètre, notait tous ses coups d'un soir. Intitulé "Traité des relations au bureau", il s'agit d'un comparatif entre ses amants durant les trois dernières années. Malheureusement pour elle, ce palmarès a fuité sur le Net et, après avoir perdu son job, elle est devenue la risée de ses anciens associés qui, aux yeux de l'Unité spéciale, se sont vengés d'elle en lui demandant de venir à leur party pour l'humilier, en déclarant à tout le monde que personne ne lui a envoyé d'invitation, et la tuer. Dès lors, en questionnant toutes ses liaisons sans lendemain présentes le soir de son décès, les enquêteurs prennent acte que, dans le passé, elle a couché avec le mec de Jill et qu'elle s'est ensuite targuée dans ses notes personnelles en écrivant qu'elle était ravie de lui avoir piqué son petit copain. Au poste, Stabler et Fin interrogent Jill pour la pousser aux aveux en lui exhibant un message reçu par Caitlin où elle la convie à venir à sa festivité. Trahie par son SMS, dégoûtée par sa frivolité qui l'a incitée à se séparer de son conjoint infidèle, Jill craque et leur certifie qu'elle a bien assouvi sa vengeance en la conviant chez elle. Dans sa chambre à coucher, en s'expliquant avec Caitlin, Jill s'est énervée contre elle, et, furieuse, l'a jeté contre une glace. Comme elle était inconsciente, ignorant qu'elle se vidait de son sang, Jill l'a couchée sur un lit en la recouvrant de son manteau puis elle a rejoint ses hôtes dans le salon. Persuadés qu'ils ont enfin résolu cette courte enquête, Stabler et le reste de son équipe sont prévenus par Warner que le gel bleu trouvé dans son vagin est du gel pour les défibrillateurs, utilisé par des ambulanciers pour réanimer leurs patients. Eberlués par cette révélation, les enquêteurs concluent que Caitlin a été agressée sexuellement dans l'ambulance qui l'a amenée à l'hôpital. En épluchant le casier judiciaire des deux pompiers qui se sont chargés de son transfert, Mike O'Doole et Clark Tinta, les détectives observent que le second a déjà été accusé d'attouchements ou de pénétration non consentie par plusieurs de ses rescapées blessées; sans qu'il soit poursuivi tandis que son acolyte est un père de famille exemplaire et d'apparence irréprochable. Or, Munch met à jour une coïncidence récurrente entre les lieux d'intervention du duo de pompiers et des vols déclarés d'objets précieux. Par exemple, un couple âgé, les Donohoe, détaille aux inspecteurs que l'une de leurs bagues de fiançailles a disparu dès l'instant où ces compères sont intervenus auprès d'eux pour soigner le malaise du mari. Tout compte fait, leur appartement est analysé de fond en comble par la police scientifique qui, décèle un poil pubien d'O'Doole dans leurs toilettes où elle avait l'habitude de poser sa bague. Pris au piège au commissariat par ses mensonges et cette preuve, O'Doole craque et révèle qu'il est bien un voleur et qu'il laisse son collaborateur Tinta seul à l'arrière de l'ambulance avec les personnes blessées. Terrifié de purger une peine lourde pour complicité, O'Doole leur jure qu'il n'était simplement que le chauffeur. Il accepte de les épauler pour obtenir ses confessions lors d'un petit-déjeuner avec lui où il portera un micro pour les enregistrer discrètement. À l'extérieur du restaurant où ils déjeunent, à cause d'une absence de Benson qui doit s'occuper de Calvin qui s'est battu à l'école, Fin accompagne Stabler pour coincer Tinta et l'écoutent en train de se féliciter d'avoir molesté des clientes dont Caitlin. Lorsque ce dernier voit Stabler et Fin débarquer dans le diner, il s'échappe en s'enfermant dans leur fourgon sanitaire où Fin et Stabler assistent à son suicide par embolie gazeuse suit à l'injection qu'il se fait dans la carotide. Ainsi, leurs investigations sur le martyr de Caitlin s'achèvent sur sa culpabilité démontrée par ses déclarations audio, son geste fatal et, enfin, l'arrestation d'O'Doole pour effraction et sa participation dans ses crimes sexuels qu'il a étouffés.

### Épisode 11:Coups durs
- États-Unis : 5 janvier 2011 sur NBC
- France : 23 mai 2011 sur TF1

- États-Unis : 10,60 millions de téléspectateurs[14] (première diffusion)

- Tim Artz : Rudy
- Erika Bradshaw : la greffière
- Al Calderon : Nicky Roberts
- James Carpinello : Joe Gilbert
- Erin Davie : la maman des jumeaux
- Drea de Matteo : Sandra Roberts
- Olympia Dukakis : avocate Debby Marsh
- Mackenzie Grey : Sasha
- Brooke Hoover : Darla Murphy
- Lori Prince : Mrs. Gilbert
- Frank Ridley : le dispatcheur
- Adam Senn : Hank Roberts
- Jordan Simmons : la maman de Sasha
- Sammuel Soifer : Blake Murphy
- Isabel Gillies : Kathy Stabler
- James Chen : Adrian Sung
- Austin Lysy : Russell Hunter
- Melissa Sagemiller : Gillian Hardwicke
- Robert John Burke : Lieutenant Ed Tucker
- Peter McRobbie : Juge Walter Bradley
- Audrie J. Neenan : Juge Lois Preston

### Épisode 12:Brandy à jamais
- États-Unis : 5 janvier 2011 sur NBC
- France : 30 mai 2011 sur TF1

- États-Unis : 10,60 millions de téléspectateurs[14] (première diffusion)

- Sabrina Carpenter : Paula Moretti
- Mitch Chalhoub : Michael
- Brian Justin Clum : Daniel Brooks
- Joseph A. Halsey : Uni
- Stephen Hill : gardien à l'hôpital
- David Patrick Kelly : Orville Underwood
- Peyton Roi List : Larissa Welsh enfant
- Taryn Manning : Larissa Welsh
- Lucy Martin : Mrs. Laden
- Michelangelo Milano : Patrick Binder
- Catherine Missal : Heather
- Haley Murphy : Kelly Hickman
- Devin Ratray : Eldon Balogh
- Sydney Richardson : Christina
- Andrea Weston : infirmière
- James Chen : Adrian Sung
- Melissa Sagemiller : Gillian Hardwicke
- Stephen Gregory : Docteur Kyle Beresford
- John Cullum : Juge Barry Moredock

Un soir, à New York, alerté par l'absence de réponses de sa petite amie Larissa à ses messages, Patrick Binder se rend d'urgence à son appartement où, sur place, il la trouve inconsciente, à moitié déshabillée et ligotée à une chaise, le prénom «Brandy» brodé sur sa culotte. Soudainement, Binder est assommé par un individu nu et vêtu d'un masque transparent qui l'assène de coups violents. Inanimé, il est transféré à l'hôpital tandis que, probablement droguée par son agresseur, Larissa l'est tout autant sauf qu'un médecin lui transmet un antidote pour la sauver de son overdose de médicaments. À leur chevet, Benson et Stabler sont informés par le docteur en question que son assaillant a rasé Larissa de la tête aux pieds et l'a coiffée comme une fillette en lui nouant des couettes. De plus, il leur apprend également qu'elle a des lésions vaginales et, avant l'arrivée de Patrick, il s'apprêtait à la violer tout en filmant son viol avec une caméra, posée sur un trépied qu'il a abandonné sur la scène du crime. Interrogé, remis de ses blessures, son copain leur confie que Larissa est avant tout timide et, craintive, qu'elle a pris du temps, soit deux ans depuis leur rencontre, pour se mettre en couple avec lui. Quant à la provenance de "Brandy" inscrit sur son sous-vêtement, il leur certifie qu'elle déteste ce surnom depuis son enfance sans lui délivrer des explications plus précises. Malheureusement, méticuleux, leur attaquant a pris soin de ne laisse aucune empreinte chez eux et sur leurs corps mais son modus operandi, c'est-à-dire son plaisir d'attacher ses victimes mineures en les appelant Brandy lors de leurs agressions sexuelles qu'il filme, permet à Benson et Stabler de remonter jusqu'à deux petites filles qui ont été molestées par ce dernier. Rassurées par le duo, elles leur expliquent séparément qu'il a dessiné une petite étoile au-dessus de leurs seins droits et, pour la faire taire, l'une d'entre elles confessent que le violeur a déposé une lettre de menace dans sa chambre. En l'inspectant, Stabler analyse qu'il s'agit d'un logo en forme de cœur, "Coventry", accompagné d'un avertissement pour lui rappeler que lui et d'autres pédophiles gardent un œil sur elle. Selon le docteur Huang, cette insigne est celle d'un réseau de prédateurs sexuels qui s'échangent mutuellement leurs petits films pédopornographiques et, en les effrayant, surveillent de près leurs proies pour être certains qu'elles ne parlent pas. Par chance, sur le web, les inspecteurs mettent la main sur un long-métrage malsain où, grâce à sa tache de naissance semblable à un astre en dessous du cou, ils reconnaissent Larissa ou plus particulièrement Brandy. En d'autres mots, enfant et rejetée par ses parents d'adoption, elle a été exploitée sexuellement dans des vidéos obscènes où son offenseur la surnomme de cette façon. Malencontreusement, contré son gré, elle est devenue la préférée des délinquants sexuels amateurs de chair fraiche et, au fil des années depuis 1995, sa popularité s'est élargie et, à cause d'une incapacité de disparaître complètement d'Internet qui refuse de supprimer son contenu même immoral, ses molestations circulent toujours autant sur le Net. Désormais, comme elle a refait sa vie loin de son enfance traumatisante et aujourd'hui adulte, Larissa est devenue le jouet d'un malade qui désire réaliser son fantasme, autrement dit abuser sexuellement de "Brandy" d'où sa fétichisation de ses cheveux tressés comme une môme. De leur côté, en analysant le cliché de "Coventry", la police scientifique réussit à prélever l'ADN du pouce du type qui tient l'enseigne dans ses mains. Il appartient à un certain Eldon Belogh et, dans son domicile perquisitionné lors d'une descente, en tombant sur une captation de Larissa ficelée dans son studio, l'Unité spéciale se rend compte qu'il est bien leur criminel. En outre, en fouillant dans ses affaires, les détectives décèlent de nombreuses cassettes morbides et vérifient sa boite mail où des membres de "Coventry" s'envoient leurs atrocités sous leurs yeux en live. En cliquant sur une photo tout juste reçue par ces interlocuteurs, Stabler et Fin paniquent en assistant à une nouvelle attaque contre Larissa qu'il retient en direct dans une pièce de l'hospice où elle est plongée dans le coma. Avisée, Benson oblige la direction à boucler les sorties pour l'empêcher de s'enfuir au moment même où son partenaire Stabler remarque une porte verrouillée qu'il défonce pour surprendre Belogh essoufflé au côté de Larissa endormie. En clair, il a assouvi son rêve ignoble en violant "Brandy". Écœuré, Stabler le tabasse à mort et, arrivé après lui, Fin l'intercepte pour le calmer. À son réveil, choquée d'avoir été pénétrée dans son sommeil, Larissa déballe à Benson que, depuis son bas âge, son existence ne se résume qu'à des longs-métrages dans lesquels des inconnus lui font du mal physiquement car ils sont persuadés qu'elle corresponde à leur imagination perverse. Pour eux, elle n'est pas Larissa Welsh mais bien "Brandy" pour l'éternité. Même à son âge maintenant, dans la vingtaine, d'autres dépravés continuent à l'harceler et, quand ils réussissent à la piéger, malmener en la maquillant en gamine pour ressusciter Brandy. À propos de Belogh, il fait partie d'un récent public biberonné par ses viols quand elle avait 10 ans. Excité, il est donc envieux de la poursuivre pour lui faire revivre le même calvaire à son tour. Avant de la torturer, Belogh l'a donc intoxiquée avec des somnifères et, comme elle ne ressemble plus à une mineure, il s'est gavé de Viagra pour bander pour être en forme en imaginant qu'elle est encore prépubère. Conséquemment, de hier à de nos jours, Larissa est une martyre de longue date et son parcours est ruiné par des pédophiles qui continuent à tomber amoureux de son physique juvénile, à savoir une victime chronique qui ne peut échapper à son passé pédopornographique ineffaçable sur la toile. 

### Épisode 13:Le Mal par le mal
- États-Unis : 12 janvier 2011 sur NBC
- France : 13 juin 2011 sur TF1

- États-Unis : 8,39 millions de téléspectateurs[15] (première diffusion)

- Dylan Blue : Dwayne
- Craig Bockhorn : Fritz Landry
- Jeremy Bobb : Donny Greenway
- Julia Bray : Holly Dimeo
- Geoffrey Cantor : Victor
- Dina Ann Comolli : Zoe
- Lindsey Kraft :  Courtney
- Karen Ludwig  : la réceptionniste
- Mariette Hartley : Lorna Scarry
- Chris Meyer : Clay Gibson
- Jennifer Roszell : Linda
- Gabriel Rush : Harry
- Marguerite Stimpson : Ann Jackson
- Michael Devries : professeur Wilson
- Mark Fairchild : le chirurgien
- A.J. Cook : Docteur Debbie Shields
- Chandler Williams : Docteur Brett Kincaid
- Anne James : Docteur Jane Larom
- Melissa Sagemiller : Gillian Hardwicke
- Jeremy Irons : Capitaine Jackson

### Épisode 14:Guerre des polices
- États-Unis : 19 janvier 2011 sur NBC
- France : 6 juin 2011 sur TF1

- États-Unis : 6,97 millions de téléspectateurs[16] (première diffusion)

- Matthew Bretschneider : l'interne
- Mando Alvarado : le propriétaire Mr Owner
- Doug Drucker : Angel Rivera
- Samantha Galarza : Gina
- Gene Gillette : l'homme
- Danny Henriquez : Damon Merced
- Jarret Janako : le joueur de basket
- Dorothy Meyers : la passante
- DeWanda Wise : Lakeisha Watkins
- J. Paul Nicholas : Linden Delroy
- Neal Bledsoe : Technicien Scientitique
- Mason Pettit : inspecteur Michael Walden
- Shohreh Aghdashloo : inspecteur Saliyah "Sunny" Qadri
- Kenneth Allen Johnson : inspecteur Sean Riggs
- Caren Browning : Capitaine Judith Siper
- Julie Basem : substitut du procureur de Brooklyn Page Ferguson
- Gloria Reuben : assistante du procureur fédéral Christine Danielson
- Joe Urla : procureur Ian Wofford

Enquêtrice à la Brigade de répression des stupéfiants et de la toxicomanie de Brooklyn, Sunny Quadri s'inquiète dans ses bureaux quand elle s'aperçoit que son substitut du procureur, Page Ferguson, est partie précipitamment sans ses affaires et son arme à feu qu'elle s'est appropriée personnellement. En effet, comme elle luttait quotidiennement contre des dealers, elle a pris peur pour sa tranquillité à la suite de nombreuses lettres de menace sérieuses. Comme elle ne répond pas à son portable, terrifiée qu'il lui arrive quelque chose de terrible, Quadri décide de localiser son GPS pour la rejoindre devant un parking désaffecté à Manhattan. Après avoir fouillé sa voiture vide, impuissante, elle assiste à la chute soudaine et mortelle de sa supérieure qui se défenestre sur le toit de son automobile. Aussitôt sur place sans Stabler en arrêt maladie, Benson est prévenue par le médecin-légiste Warner que le corps de la défunte est recouvert d'entailles plus ou moins profondes, soit le signe d'une torture qu'on lui a infligée lentement d'autant plus que son vagin comporte des légions similaires. En remarquant que sa plaque d'immatriculation et ses papiers ont disparu, Benson est ensuite avisée par Quadri qu'elle est responsable de ses perquisitions car elle ne désire pas que sa mort ne fasse la une des journaux deux jours avant le début d'un procès important contre le chef d'un cartel mexicain, Angel Rivera. Malgré le fait qu'il ne s'agisse pas de sa juridiction, Quadri s'immisce au côté de Benson pour l'aider à retrouver son tueur car elle était très proche de la victime qu'elle considère comme une survivante depuis que ses parents ont péri dans un accident quand elle était jeune et un cancer du sein qu'elle a surmonté. Cependant, alors qu'elle a réussi à mettre derrière les barreaux le puissant Rivera, elle a aussi eu une liaison avec un policier sous ses ordres que, en raison de ses ecchymoses et bleus, elle soupçonne de l'avoir battue en privé. Conséquemment, selon Quadri, depuis sa cellule dans un établissement carcéral où il croupi, Rivera a commandité son assassinat parce qu'il est capable d'engager ses proches pour le faire à sa place. Lors de son audience d'accusation, à la tête des Latin Kings qu'elle a commencé à démantelé grâce à son arrestation, il a intimidé Ferguson publiquement, ce qui explique le port d'un revolver qu'elle a acquis pour sa survie. En outre, Quadri raconte également à Fin et Benson qu'elle a manipulé l'un de ses sbires, Damon Merced, pour qu'il s'infiltre auprès de lui pour mieux témoigner contre lui et les Latin Kings lors de son jugement final. D'après elle, Rivera l'a fait taire définitivement pour obtenir un ajournement tandis que Benson penche plutôt pour un meurtre passionnel dû à sa vie amoureuse tumultueuse. Cependant, il s'avère que quelqu'un l'a appelée avec un téléphone jetable et, sans doute alarmée par ce coup de fil, Ferguson s'est empressée en dehors de son cabinet pour s'isoler loin sans savoir qu'elle est tombée dans un guet-apens. Or, en visionnant son trajet, l'Unité spéciale note qu'elle tournait en rond durant de longues heures sans but réel à la façon d'une personne retenue en otage au volant. Pendant ce temps, son martyr se répand dans la presse et, soucieux de sa sécurité, le capitaine Cragen conseille à Benson de faire gaffe avec Rivera qui, lors de son entretien avec son avocat et elle en prison où il attend sa sentence, lui promet qu'il n'est pas impliqué dans son massacre même si Quadri lui souffle qu'elle démontrera personnellement le contraire. Toutefois, Benson et Quadri sont mises en garde par Warner que, du fait de ses blessures et scarifications qui ne correspondent pas à des marques de défense contre son bourreau, Ferguson se mutilait elle-même et qu'elle s'infligeait de la douleur au niveau de son sexe avec un couteau. En d'autres mots, probablement pour déstresser ou lutter contre sa dépression démontrée par les antidépresseurs décelés dans son sang, elle a opté pour l'automutilation pour se soulager et se sentir vivante face aux affaires judiciaires brûlantes voire dangereuses qu'elle devait traiter et clore. Pour Quadri, elle ne se séparait jamais d'une arme blanche qui a appartenu à son père mais elle reste introuvable. En outre, lorsqu'elle a reçu l'appel, elle était avec sa hiérarchie, le magistrat Ian Wofford, qui explique à Benson qu'elle est devenue subitement nerveuse et qu'elle s'est enfui sans explication. À propos de son trépas volontaire ou non, il lui confie qu'elle était au cœur d'une enquête interne avec trois flics, dont Quadri qui a refusé de passer au détecteur de mensonges contrairement à ses deux coéquipiers partiellement blanchis et Ferguson qui a échoué au test, car une importante somme d'argent appartenant à des barons narcotiques s'est volatilisée après leur emprisonnement. Aux yeux de Wofford, les deux femmes se sont liées pour cacher le butin et se sont protégées mutuellement pour s'enrichir ensemble. Fragilisée et sous pression par rapport aux soupçons qui pesaient sur elle, elle a très bien pu se précipiter dans le vide pour éviter toutes représailles sur sa carrière et une lourde condamnation. D'ailleurs, cette investigation au cœur de STUPS est récupérée par le FBI dès l'instant où les quotidiens théorisent, à cause d'une information transmise par Wofford pour étouffer discrètement son instruction,  qu'elle s'est ôté la vie sur leurs couvertures. En réalité, tout au long de son existence hantée par l'absence de sa famille, Ferguson s'est endettée d'année en année et ses soins médicaux l'ont criblée de dettes d'où une véritable raison de se partager la récolte avec son amie et partenaire. Pourtant, acceptant d'abord de faire équipe avec elle, Benson ouvre petit à petit les yeux sur Quadri au moment où Fin visite un magasin électronique où le cellulaire éphémère a été acheté par un inconnu. Avec certitude, un vendeur lui assure qu'une policière est déjà venue chez lui pour perquisitionner toutes les vidéos de ses caméras de surveillance pour les éplucher afin de voir si elle reconnait un client. Cette fois-ci, agacée par son intrusion de trop dans ses investigations, au nom d'une falsification de preuves et d'une obstruction à la justice à plus d'un titre qu'elle a remarqué qu'elle se permettait de perturber ses recherches, Benson appréhende Quadri dès l'instant où l'assistante du procureur fédéral Christine Danielson l'oblige à se soumettre à un polygraphe censé lui permettre de la démasquer ou bien de la blanchir de ses accusations de corruption, sous-entendues à Benson par l'un de ses associés suspectés, Walden, quitte à s'opposer à son acolyte, Riggs, qui garantit à la détective de l'Unité spéciale qu'elle est innocente. 
Certaine qu'elle confronte un officier de police véreux, au poste de l'Unité spéciale, Benson confronte Quadri pour qu'elle joue carte sur table avec elle sur son rôle dans l'assassinat de Ferguson. Sûre d'elle, celle-ci lui argue qu'elle n'est pas fautive que ce soit dans sa mise à mort maquillée en suicide ou la razzia du magot du cartel. En contrepartie, pour lui établir qu'elle est sincère avec elle, elle lui annonce qu'elle a emprunté les bandes de la boutique pour observer si Riggs ou Walden ont manigancé contre elle en l'attirant à l'extérieur du district où elle travaillait pour mieux la supprimer. Une fausse piste, car, en fin de compte, elle lui partage une photographie d'une certaine LaKeisha Watkins, une junkie dotée d'un canif dont elle ne se sépare jamais, qui a bien fait l'achat d'un portable jetable pour interpeller le substitut du procureur. Intriguée par ses avancées et en retrait car elle se méfie d'elle, Benson la questionne enfin sur sa décision de tester maintenant le polygraphe, qu'elle défie avec brio, et non pas quand Ferguson était vivante. Troublante, Quadri lui affirme impeccablement qu'elle veut prouver pour de bon à Wofford que le Bureau des Affaires Internes se trompent à son sujet ainsi que sur Riggs, Walden et Ferguson. Avec l'accord de Danielson, Benson et Fin s'apprêtent à intercepter Watkins en pleine rue où elle est rejoint par l'indic de Quadri, Damon Merced, qui sort avec elle. Leur interpellation s'envenime quand Merced pointe son pistolet sur la tempe de Benson avant d'être calmé par l'agent Riggs et ses hommes qui déclarent à l'Unité spéciale que le couple est sous leur protection pour préserver leurs témoignages contre Rivera. Une redoutable guerre des polices que doit démêler Benson pour pouvoir lever le voile sur ceux ou celles qui ont organisé le meurtre de Ferguson...

### Épisode 15:Au-dessus des lois
- États-Unis : 2 février 2011 sur NBC
- France : 20 juin 2011 sur TF1

- États-Unis : 8,81 millions de téléspectateurs[17] (première diffusion)

- Kelli Barrett : Dahlia Jessup
- Alexander Blaise : l'officier français
- Christian Campbell : Dr. Ari Nathan
- Shawna Christensen : Kelly Chee
- Anthony Cochrane :  Giles
- Timothy Doyle : Ernest
- Nicole Ehinger : Astrid
- Colm Feore : Jordan Hayes
- Anna Friedman : Allison
- Norm Golden : Dr. Ari Cohn
- Robert Klein : Dwight Stannich
- Isabella Grasso : Nicole Philippe
- Bill Hoag : Howie
- Anne Horak : l'hôtesse de l'air
- Aaron Krohn : avocat de la défense Braden Doucey
- Hans Longo : Claude
- Richard Lyntton : l'interprète français
- Kristina Alexandra Makarian : Dominique Moreau
- Katherine McNamara : Jasmine
- Tsarina Merrin : Rhonda
- Erin Moriarty : Dru
- Rob Leo Roy : Tom
- Kasey Russell : Lucy
- Mark Kenneth Smaltz : douanier Daley
- Suzanne H. Smart : Brenda
- Deborah Twiss : la pilote
- Melissa Sagemiller : Gillian Hardwicke
- Valence Thomas : un agent du FBI
- Brandon Morris : un agent du FBI
- Joel de la Fuente : Taru Tech Ruben Morales
- Zach Grenier : Juge Miranski

### Épisode 16:Une vie pour une vie
- États-Unis : 9 février 2011 sur NBC
- France : 8 août 2011 sur TF1

- États-Unis : 7,89 millions de téléspectateurs[18] (première diffusion)

- Marie-France Arcilla : Arianna
- Julia Barrett-Mitchell : Debra
- Peter Brensinger : Bobby
- Spencer Treat Clark : Gregory "Greg" Engels
- John Deyle : Mel Davidson
- Martin Ewens : Jack Del Mar
- Eric Feldman : Doug
- Lisa Hofmann : Mindy Sherman
- Shane Kearns : Carl Cooper
- Jessica Kuhne : Alexa
- Kellyn Lindsey : Lizzie Harmon
- Denise Lute : Miriam Penner
- Tricia Parks : Doris Gann
- Gregory Porter Miller : le chef de sécurité du campus
- Dylan Reiff : Jason Engels
- Liam Rhodes : Jim
- Brooke Schlosser : Tracy
- James "JH" Smith III : Jamal
- Pamela Stewart : Mrs. Harmon
- Tara Thompson : Carol
- James Chen : Adrian Sung
- Melissa Sagemiller : Gillian Hardwicke
- Joel de la Fuente : Taru Tech Ruben Morales

Un soir, les étudiants du campus de Westmore assistent à un viol, diffusé en direct sur l'intranet de l'université. Lors de cette vidéo, une jeune femme blonde subit donc une agression sexuelle par un type masqué qui la menace d'un couteau pour qu'elle obéisse à ses ordres sexuels. Cependant, l'Unité spéciale est uniquement alertée par quelques spectateurs quand ce snuff movie s'achève, ce qui perturbe les enquêteurs pour localiser rapidement le serveur qui l'a retransmis d'autant plus que le diffuseur s'avère être un professionnel du hacking au point de brouiller leurs pistes pour qu'ils ne puissent pas identifier son identité. Leur rare indice est une chambre en rénovation de la cité universitaire où les détectives tombent sur le lit où l'inconnue a été molestée ainsi qu'une peinture rouge d'un des Singes de la sagesse, accompagné du message suivant : "Vous n'avez rien vu", sur un mur. Alors que Benson et Munch délaissent l'enquête pour une autre en dehors de New York, Stabler, Fin et leur capitaine Cragen doivent à tout prix retrouver la victime portée disparue et remarquent que son bourreau a le bras tatoué, un symbole chinois signifiant "Le tout pour le tout". Malheureusement, en interrogeant tous les curieux qui ont assisté à ses sévices sans alarmer de front la police, l'Unité spéciale fait face à leur désintérêt pour elle et, après avoir vu une photographie la démontrant en train de sortir d'un dortoir avec son violeur muni de son arme blanche, se rend compte que sa vie est en danger car ils n'ont pas le temps d'identifier son assaillant.  En effet, une fraternité de l'université, Phat House, possède le même tatouage près de leur main, soit beaucoup trop de potentiels suspects à questionner. Or, en épluchant les dossiers de délinquants sexuels qui ont sévi dans la faculté, Stabler et Fin lèvent le voile sur un ancien membre de cette camaraderie, un certain Carl Cooper, qui exhibe également cette marque sur son corps et, malgré le fait qu'il réitère son innocence dans son affaire d'abus sexuel sur une copine, il est aussitôt écarté de la liste des présumés coupables car son alibi est vérifié. Conséquemment, accro à une drogue qui calme son comportement hyperactif, il est tout de même poursuivi pour son addiction à ces substances puissantes et fausses attestations médicales mais il les guide vers ses camarades qui ne l'ont pas soutenu lors des graves accusations à son encontre. L'un d'entre eux, Doug, reconnaît la violée et remet son nom, Lizzie Harmon, aux inspecteurs qui s'acharnent à lui sauver la vie puisqu'elle est toujours captive dans un endroit caché, ce qui inquiète profondément sa mère qui raconte à l'Unité spéciale que sa fille lui a insinué quelques jours plus tôt qu'elle a rencontré un drôle de garçon de son âge qu'elle a commencé à fréquenter sans lui révéler son prénom. D'ailleurs, son studio a été saccagé et son ravisseur a une nouvelle fois peint le premier singe du lieu du crime, cette fois-ci accompagné d'un deuxième sous-titre "Je n'entends rien". De plus, en inspectant son relevé téléphonique,  l'Unité spéciale observe qu'elle a contacté cinq numéros issus de portables jetables, ce qui complique leurs investigations pour débusquer ses interlocuteurs. Toutefois, à l'extérieur du magasin où ils sont vendus, ils ont été filmés par une caméra de surveillance et Stabler reconnait l'un de ses acheteurs à qui il a posé des questions peu de temps après le rapt de Lizzie. Il s'agit de Gregory Engels, inscrit en science de l'informatique et dorénavant suspecté de mener informatiquement leur jeu du chat et de la souris pour secourir Lizzie. En d'autres mots, Stabler et ses collègues font face à un redoutable hacker qui joue avec leurs nerfs en piratant ses emplacements pour opérer en toute tranquillité pendant que la police scientifique s'entête à démanteler son adresse IP, en vain. Au moment où Stabler annonce à son équipe qu'il connait Engels de vue, leurs ordinateurs sont hackés par ce dernier qui retranscrit un live de Lizzie ligotée à un lit et frappée par son ravisseur. Dès lors, halluciné par sa faculté à entrer dans le système électronique d'autrui, Stabler est persuadé qu'Engels les espionne depuis le début mais, étonnamment, Engels n'a cette fois-ci pas désactivé son pare-feu. Enfin à découvert, Stabler et Fin foncent dans un appartement où son portable a borné, sans succès. Il n'est pas présent mais Engels a délaissé son PC qui diffuse les trois Singes de la sagesse réunis, dont le dernier signifiant "Je ne parle pas". Désorienté ou troublé par son professionnalisme et ses ambitions floues derrière cette distraction morbide, Stabler se demande pourquoi Engels s'obstine à torturer psychologiquement les flics, tous mobilisés pour porter assistance à une Lizzie de plus en plus martyrisée en live sur Internet. En fait, en creusant dans le passé d'Engels, l'Unité spéciale exhume son traumatisme, celui de la disparition non résolue de son petit frère, Jason, survenue 8 ans plus tôt en 2003. Deux ans auparavant, leurs parents sont décédés dans un accident d'avion et, soudés, ils ont été placés ensemble dans une famille d'accueil qui n'a rien pu faire pour empêcher son enlèvement. Selon le docteur Huang, meurtri par l'absence de réponses à son éclipse non volontaire, Engels en veut terriblement aux policiers d'avoir abandonné leur instruction concernant la perte de son cadet et, en colère contre eux, les provoque en risquant la vie d'une innocente qu'il a à son tour ravie. Quant aux primates qu'il a parsemés sur les nombreux coins explorés par Stabler pour mieux le semer, il a repris le motif d'un t-shirt de Jason, soit un singe,qu'il arborait sur son ultime cliché pris avant son évanouissement. Pendant que Fin, Cragen et le lieutenant Morales du TARU se butent à délimiter les zones où il pourrait se réfugier, Stabler est d'ailleurs joint par message par Engels qui le somme de le rencontrer en tête à tête, sans renfort, dans un entrepôt abandonné. Certain qu'il les surveille depuis leurs webcams dans leurs bureaux, Stabler part en douce du commissariat pour le rejoindre sans avertir le reste de l'Unité spéciale.

### Épisode 17:Viols, mensonges et vidéo
- États-Unis : 16 février 2011 sur NBC
- France : 11 juillet 2011 sur TF1

- États-Unis : 7,31 millions de téléspectateurs[19] (première diffusion)

- Ashlie Atkinson : Rachel Gray
- Lauren Ashley Carter : Lisa Banks
- Jonathan Fried : Eric Carlton
- Stephen Graybill : Donny Spencer
- Christian Hoff : Adam Grafton
- Debra Messing : Alicia Harding
- Scott Parkinson : Scott Laskey
- Stevie Steel : une fille
- Carla Brandberg : une femme
- Hank Chen : P.A.
- Christine Lahti : Sonya Paxton
- Joe Grifasi : Hashi Horowitz
- Caren Browning : Capitaine Judith Siper

### Épisode 18:Ma petite entreprise
- États-Unis : 23 février 2011 sur NBC
- France : 18 juillet 2011 sur TF1

- États-Unis : 8,02 millions de téléspectateurs[20] (première diffusion)

- April Armstrong : une reporter
- Madison Arnold : Donald Fielding
- Kathryn Barnhardt : Ellen Sazelin
- Fabrizio Brienza : Joel
- Mika Brzezinski : elle-même
- Kate Burton : Annette Cole
- Alice Callahan : Maureen Eland
- Martino Caputo : un employé
- David Costabile : Bruce Clarkson
- LuAnn de Lesseps : Cindi
- Sara DeRosa : un assistant Buxom
- Brendan Donaldson : Andreas Hamming
- Tamron Hall : elle-même
- Bill Kocis : un reporter
- Shane McRae : Justin Jennings
- Emily Meade : Corinne Stafford
- Alan R. Rodriguez : Juan Alvarez
- Joe Scarborough : lui-même
- Solomon Shiv : un employé
- Michael Siberry : David Watson
- Steven Weisz : sergent du NYPD
- Joel de la Fuente : Taru Tech Ruben Morales
- John Windsor-Cunningham : Dennis Gilcrest

Ellen Sazelin, directrice des finances de la société Luscious Grape, est retrouvée morte égorgée et violée analement dans une exposition artistique. Chargée de l'enquête, l'unité spéciale interroge les employés de l'entreprise qui affirment, sans le moindre doute, que la mort d'Ellen est une tragédie et qu'ils forment une grande famille. Cependant,  après avoir fouillé l'appartement de la défunte, Elliot Stabler et Olivia Benson font une inattendue découverte: dans une clé USB en forme de panda se trouve une vidéo, où Anette Cole, la patronne de la boîte, humilie agressivement ses employés, y compris la victime pour ensuite la gifler violemment. Cette même vidéo est diffusée dans les journaux télévisés et fait le tour du monde sur les réseaux sociaux, ce qui entache la réputation de la dirigeante, conspuée par l'opinion publique. 

### Épisode 20:Mademoiselle Parfaite
- États-Unis : 30 mars 2011 sur NBC
- France : 5 septembre 2011 sur TF1

- États-Unis : 8,54 millions de téléspectateurs[22] (première diffusion)

- Lisa Banes : Elaine Frye Cavanaugh
- Stephanie Brait : Sheila
- Thoa Dang : Lily
- Andrew Firda : Shane
- Renée Veronica Freeman : Casey
- Cecilia Gault : Linda
- Dylan Gelula : Becca
- Kaylin Iannone : Tina
- Heidi Armbruster : Susan Foster
- Jeremy Irons : Dr. Cap Jackson
- Carmen Lopez : Rosita Vasquez
- Elizabeth Mitchell : June Frye
- Agatha Nowicki : Katie Cavanaugh
- Katelyn Rapp : Sarah
- Wayne Scherzer : Craig
- Doug Wert :  Chester Hadler
- Jeremy Irons : Capitaine Jackson

Portée disparue depuis 24 heures, une petite fille, Marnie, est retrouvée sans vie dans un sac de voyage, devant une église. Alertée de sa mort, aussitôt sur place où elle prend en charge sa mère endeuillée, l'Unité spéciale remarque qu'elle a été soigneusement déposée dans le bagage, délicatement installée avec des coussins, des draps de soie et, surtout, une grande poupée blonde à son effigie. Malheureusement, en contrôlant les caméras de surveillance des alentours, les enquêteurs ne peuvent pas identifier son tueur car, en pleine journée, il s'est débarrassé de son cadavre au moment même où un camion poubelle est passé devant l'objectif. De plus, à la morgue, le médecin-légiste Warner informe Benson et Stabler qu'elle a été violée avec un objet en bois et qu'elle est morte d'asphyxie, étouffée par l'un des oreillers qui l'accompagnaient dans sa fausse tombe. Enfin, avant de l'éliminer de cette façon, son agresseur l'a également droguée avec une surcharge de somnifères pour mieux abuser d'elle sexuellement. Chargés de l'enquête, les deux flics sont étonnés de revoir le docteur Cap Jackson, un psychiatre qu'ils ont rencontré lors d'une autre affaire de viol qui n'était d'autre que celui de sa propre fille Ann, depuis décédée. Comme Huang est occupé avec le FBI, celui-ci accepte de les épauler pour dresser un portrait du violeur de Marnie qui, selon lui, n'a pas voulu la supprimer mais il aurait été pris au dépourvu dans son crime quitte à commettre l'irréparable, une manière de faire taire sa victime pour qu'elle ne la dénonce pas à la police. En outre, détruite par la perte de Marnie, sa maman Susan est surprise avec son amant en pleine dispute en face de chez elle par les inspecteurs et le couple est directement emmené au commissariat où ils les interrogent pour connaître leur alibi. En effet, en épluchant le passé de son nouvel amoureux, Stabler tente de le faire craquer car il a été accusé d'attouchements sexuels sur la fillette de sa précédente compagne. Malgré ces faits graves qu'ignorait Susan, il est innocenté quand sa maîtresse prouve à Benson qu'elle était avec lui en train de s'envoyer en l'air dans une chambre d'hôtel dès l'instant où Marnie a été molestée puis tuée. Interpellés à leur tour, tous les individus fichés pour leur déviance envers les mineurs qui vivent dans le quartier où elle a été abandonnée sur le bitume sont questionnés sur leur emploi du temps et, fâcheusement, sont à la fin écartés de leurs investigations finalement guidées par Jackson qui partage une théorie personnelle à Benson et Stabler. D'après lui,  les circonstances de l'agression et du meurtre suggèrent que le coupable est une pédophile. De fait, son hypothèse provient de son analyse du tombeau en tissu dans lequel Marnie a été destituée au milieu du linge de luxe et d'un jouet de collection, plus précisément du tirage "Mademoiselle Parfaite" arrêté depuis une vingtaine d'années. En d'autres mots, très maternelle dans les soins qu'elle a apportés à Marnie pour se faire pardonner et lui démontrer son amour, sa violeuse et meurtrière se distingue des prédateurs du sexe masculin qui n'éprouvent aucune sensibilité envers leurs proies.  Aux yeux des détectives de l'Unité spéciale, cette conception  est peu crédible, ou plutôt taboue, car les femmes capables de violer et de trucider des gamines sont extrêmement rares. Dans le passé, quand Benson et Stabler ont procédé à ce genre d'arrestation, elles agissaient la plupart du temps avec un complice ou bien, dans le milieu professionnel, elles étaient des enseignantes ou psys qui profitaient de la vulnérabilité de leurs élèves ou patients pour les violer tout en leur proférant qu'elles étaient follement amoureuses d'eux alors qu'ils n'avaient même pas atteint la majorité. Convaincu de son postulat, d'autant plus que Warner n'a en aucun cas décelé ni du sperme ni de pénétration pénienne dans Marnie, Jackson déduit à l'Unité spéciale que son assaillante a uniquement reproduit les sévices intimes qu'elle a subis dans son cercle familial, c'est-à-dire un passage à l'acte ou un cercle vicieux fréquent dans le parcours des violeurs martyrisés lors de leur enfance chaotique. Regrettant profondément sa mise à mort, elle a dissimulé "Mademoiselle Parfaite" au côté de Marnie dans sa sépulture tel un totem, une emblème pour lui porter compagnie dans l'au-delà et symbolisant la fin de son innocence. Conséquemment, l'Unité spéciale visite l'entourage féminin de Marnie dont, entre autres, sa bonne à tout faire qui leur explique qu'elle était en repos quand elle a disparu et qu'elle s'est rendue à son cours de piano habituel avec sa prof à domicile, June Frye. D'apparence chrétienne et rigoureuse, enseignant cette musique à des adolescentes chez elle, elle rétorque à Benson que Marnie était l'une de ses préférées car elle s'est perfectionnée au fil des deux années d'enseignement  puis lui certifie que Susan l'a contactée pour la prévenir au dernier moment qu'elle ne pouvait pas venir ce lundi même, soit l'après-midi où elle s'est évanouie dans la nature. Terriblement blessée par son décès, solitaire et réservée, Frye lui souffle également qu'elle vit seule dans sa maison figée depuis le trépas de ses parents dans un accident de voiture. Néanmoins, tous ses professeurs du sexe faible sont écartées de leurs recherches car elles ont des excuses concrètes pour leur garantit qu'elles n'étaient pas avec Marnie. Lors de son enterrement, dans le but d'observer le comportement de ses fréquentations, Benson, Fin, Stabler et Jackson s'y rendent et s'aperçoivent que Frye prend peur en les voyant et s'enfuit dans la foule. Rattrapée par Benson, bouleversée et terrorisée, elle lui insinue qu'elle n'a pas la force de communiquer ses ressentiments avec elle  et parvient à se faufiler parmi l'attroupement pour retourner dans sa résidence. Intriguée par son attitude étrange et insaisissable, Benson est sûre qu'elle entretenait une relation ambigüe avec sa chouchou et réalise avec ses collègues qu'elle vit à deux pas du bâtiment religieux où Marnie a été déchue. Pour finir, il s'avère que c'est Frye qui a appelé Susan pour lui aviser qu'elle ne pouvait pas l'accueillir pour ses leçons et qu'elle a aussi annulé les suivantes quelques heures après l'évanouissement de Marnie. Seule elle n'a pas reçu son message d'avertissement, ce qui trouble l'Unité spéciale qui croit maintenant que sa demeure est la véritable scène du crime où Frye lui a tendu un piège pour lui faire des avances illégales qui ont débouché sur son meurtre.

### Épisode 21:Pas comme eux...
- États-Unis : 6 avril 2011 sur NBC
- France : 12 septembre 2011 sur TF1

- États-Unis : 8,29 millions de téléspectateurs[23] (première diffusion)

- Vondie Curtis-Hall : Dwight Talcott
- Irma P. Hall : Lorna Talcott
- Robert Hogan : Grant Harrison
- Virginia Kull : Catherine Harrison
- Kevin Mambo : Kevin Wright
- Afton Williamson : Isabelle Wright
- Mark Odgers : Oliver
- Chris Vaina : prisonnier
- Dori Legg: Docteur Wunstell
- James Chen : Adrian Sung
- Terrence Howard : Procureur Jonah Dekker
- Diane Neal : Substitut du Procureur Casey Novak
- Joanna Merlin : Juge Lena Petrovsky

Alors qu'elle passe la soirée avec son petit ami dans son appartement, une jeune femme, Isabelle, entend soudainement des cris de terreur de sa colocataire enseignante, Catherine, dans sa chambre à coucher. En larmes et horrifiée, elle lui raconte qu'elle vient de se faire violer et, par peur d'être rattrapé, que son agresseur s'est enfui par la fenêtre ouverte. Hospitalisée, sous le choc et accompagnée d'Isabelle, Catherine explique aux inspecteurs Stabler et Tutuola qu'elle n'a pas vu son visage car la lumière était éteinte tandis qu'Isabelle les guide vers son école qui regorge de voyous. Or, tout en se blâmant de ne pas avoir baissé la vitre de sa chambrette, Catherine la contredit sèchement, ce qui incite Fin à questionner son amie séparément pour que Stabler puisse poser des questions intimes à la victime. Persuadé que leur dispute démontre que Catherine connait son violeur, celle-ci lui avoue qu'il s'agit du frère de sa copine, Kevin, qui vit juste en dessous de leur appartement puis lui révèle qu'elle l'a déjà surpris plusieurs fois sur les escaliers de secours en train de la mater dans son intimité. Gêné par ses intrusions, elle n'a pas eu le cran d'en parler à Isabelle dans l'intention qu'elle réprimande son aîné pour son comportement pervers. De son côté, discrètement prévenu par Stabler qu'elle a dénoncé Kevin, Fin est informé par Isabelle qu'il est sévèrement bipolaire et agoraphobe. Abasourdie qu'il soit suspecté de l'agression sexuelle de Catherine, elle lui rétorque fermement que Kevin suit un traitement pour se soigner et, sûre d'elle, qu'il est innocent. Au moment où Catherine la quitte pour loger chez son grand-père Grant qui la récupère à l'hôpital, Stabler s'aperçoit qu'il tente de la consoler en lui affirmant qu'elle ne doit plus voir Isabelle car, selon lui, elle n'est pas une personne fiable. De retour au poste de police, Stabler et Fin se rendent compte que Kevin n'est pas parfait comme le prétend sa cadette parce qu'il est fiché dans leur registre des délinquants sexuels. Auparavant arrêté à de nombreuses reprises pour effraction, il a également été condamné pour voyeurisme parce qu'une inconnue a porté plainte sous prétexte qu'il l'a photographié nue dans sa résidence. En effet, défendu par sa sœur sur ce fait grave, Kevin adore trainer sur les toits des immeubles pour prendre des clichés des ponts de New York et, peut-être malencontreusement, elle a atterri sur l'un d'entre eux. Toutefois, la police scientifique décèle ses empreintes sur les marches extérieures devant l'alcôve de Catherine mais, cependant, aucune à l'intérieur ni près de son lit. Renvoyé de son travail en raison d'une crise de folie incontrôlable, les deux détectives reviennent au domicile de Catherine et Isabelle pour l'appréhender et sont étonnés d'assister à un violent accrochage entre les filles qui s'écharpent sur le cas de Kevin. Toute compte fait, toujours épaulé par Grant, Catherine récupère ses affaires pour vivre chez son parent âgé et, ignorant où se il cache, Isabelle réitère aux flics que Kevin est irresponsable. Brillant ingénieur et fasciné par les constructions de circulation, cherchant la paix au sommet des tours pour sa passion de la photo, elle leur théorise qu'il a probablement stoppé sa guérison médicamenteuse d'où ses pertes de contrôle qui ne démontrent pas qu'il a molesté Catherine. En pénétrant chez lui avec elle, Fin et Stabler sont témoins de sa fuite et, paniqué, Kevin grimpe le bâtiment pour se réfugier sur l'échafaudage où il se dirige au bord du précipice. In extremis, Stabler parvient à le maîtriser et le menotte devant Isabelle. Or, à cause du retour des dégâts de sa bipolarité dû à son choix de ne plus d'absorber ses médicaments, il est placé sous calmants dans un asile et une infirmière interdit formellement aux enquêteurs de l'approcher le temps qu'il retrouve un état normal. Pour lancer une procédure judiciaire contre lui, l'Unité spéciale est stupéfaite de faire équipe temporairement avec une ancienne collègue, Casey Novak, qui leur divulgue qu'elle a été réembauchée par la Cour pour qu'elle refasse ses preuves en tant que substitut du procureur. Après avoir été radiée pour faute lourde lors d'un procès trois ans auparavant, elle est dès aujourd'hui en période d'essai et doit regagner une audience pour attester à sa hiérarchie qu'elle est apte à récupérer sa place. Néanmoins, son retour démarre mal étant donné que Catherine leur a garanti qu'elle n'a pas reconnu son assaillant dans le noir total et, de l'autre côté, que Kevin proclame son innocence. En d'autres mots, aucune évidence concrète et, de plus, il s'avère qu'il a aussi subi des abus sexuels quand il était adolescent. Malheureusement, comme il l'a confessé uniquement à son psychiatre qui lui a administré une médication stricte pour ses troubles mentaux, son offenseur n'a jamais été identifié. Dans le but de savoir si Kevin est devenu à son tour un prédateur, Fin et Stabler profitent de sa récupération psychologique pour obtenir des aveux de sa part. Seulement, il leur jure qu'il ne connait pas Catherine puis lui insinue qu'elle est paranoïaque du fait qu'il exploite les issues d'évacuation près de sa piaule pour prendre l'air, ou plus particulièrement photographier les alentours, en haut de leur habitation. Effectivement, en inspectant ses pellicules, Fin, Novak et Stabler sont maintenant résolus qu'il n'a rien d'un obsédé qui s'excite en surveillant des voisines dénudées, dont celle qui l'a dénoncé à l'époque sans se douter un instant qu'il s'agissait d'un malheureux hasard si son appareil était pointé sur elle et le décor autour de son corps dévêtu. Bref, accablé par des investigations bâclées, Kevin est cette fois-ci blanchi par l'escouade d'autant plus que son ADN est absent de la scène du crime et, entretemps, une trace de pas a été prélevée au pied du sommier de Catherine.  Un nouvel indice important car la chaussure identifiée provient d'une agence de nettoyage qui envoie ses employés pour dans quelques établissements scolaires, dont celui de Catherine, pour les nettoyer. 
Cet épisode marque l'apparition finale du juge Petrovsky, incarnée par Joanna Merlin depuis la saison 2. En outre, l'inspecteur Olivia Benson n'y apparaît pas tandis que Diane Neal refait brièvement son retour dans la peau de son personnage Casey Novak, de retour trois ans après son renvoi à la fin de la saison 9.

### Épisode 22:Géniteur en série
- États-Unis : 4 mai 2011 sur NBC
- France : 29 août 2011 sur TF1

- États-Unis : 8,53 millions de téléspectateurs[24] (première diffusion)

- Noelle Beck : Docteur Audrey Shelton
- Kathy Brier : Charlotte Jones
- Jordan Dean : Wade Fisk
- Kelley Jackson Garcia : Hannah
- Lorna Haughton : Jenny
- Olivia Horton : Bridget
- Marie Marshall : Margaret
- Kathleen McElfresh : Vera
- Caitlin McHugh : Stacy
- Marta Milans : Imelda Barros
- Lori Singer : Dede Aston
- John Stamos : Ken Turner
- Alyssa Sutherland : Kate
- Alexander Wraith : Roger
- James Chen : Adrian Sung
- Anne James : Docteur Jane Larom

### Épisode 23:Garde trop rapprochée
- États-Unis : 11 mai 2011 sur NBC
- France : 19 septembre 2011 sur TF1

- États-Unis : 8,10 millions de téléspectateurs[25] (première diffusion)

- Sterling Beaumon : Hunter Mazelon
- Rita Wilson : Bree Mazelon
- Brian J. Carter :  Larry
- Roy Milton Davis : Charlie
- Sean Patrick Folster : M.E. Birch
- Nicolas Read : David
- Luke Marcus Rosen : Jake Cartelinni
- Marina Squerciati : Annie Meyers
- Isabel Gillies : Kathy Stabler
- Ned Eisenberg : Roger Kressler
- Buzz Roddy : Officier Mikasen
- Larry Joshua : Agent de probation Zwicki
- Tim Miller : le greffier
- Lynda Gravatt : Juge Jane Emery
- Harvey Atkin : Juge Alan Ridenour

### Épisode 24:Fin tragique
- États-Unis : 18 mai 2011 sur NBC
- France : 26 septembre 2011 sur TF1

- États-Unis : 8,98 millions de téléspectateurs[26] (première diffusion)

- Athena Colón : Luisa
- Michael Cullen : Phil
- Sandy Dell : la cliente du salon
- Mario D'Leon : Freemo
- Amanda Elliott : la fille du salon de coiffure
- Michael Genet : Lieutenant Harrison
- Odette Warder Henderson : Lookie Loo
- Andrew Howard : Luke Ronson
- Jeb Kreager : sergent
- Nancy Lemenager : Mariette
- Hayley McFarland : Jenna Fox
- Alice Barrett Mitchell : Annette Fox
- Pedro Pascal : agent spécial Greer
- Michael Raymond-James : Eddie Skinner
- Sean Ringgold : Tiny
- Al Sapienza : superviseur ATF
- Kevin Townley : Clarence
- Charlayne Woodard : Sœur Peg
- Joe Grifasi : Hashi Horowitz
- Francie Swift : Substitut du Procureur Sherri West

Alors qu'elle sort d'un magasin de vêtements avec son adolescente Jenna, une mère de famille, Annette Fox, est victime d'un vol à l'arraché et est abattue d'une balle dans la tête, sous les yeux de sa fille, par un individu masqué. Elliot Stabler et Olivia Benson, appelés sur le lieu du meurtre, se souviennent de la victime, car elle devait témoigner contre Luke Ronson, un homme qui l'avait violée, il y a 2 ans, après avoir été sous l'influence du GHB (la drogue du viol). Jenna raconte aux deux inspecteurs qu'un homme harcelait sa mère pendant des jours soit en la suivant, soit en l'appelant 119 fois, et est convaincue que c'est Luke Ronson qui l'a assassinée. Alors qu'ils interrogent le suspect, son avocat débarque et y met fin, puis Mariette, sa compagne, et sœur Peg le défendent et disent que c'est un homme généreux et bienveillant. L'unité spéciale fouille ensuite l'appartement de Luke, y découvre un pistolet 9 mm, des munitions et un sweat à capuche, mais aucun des éléments ne correspond à la douille trouvée sur la scène du crime. Hélas, Luke est relâché et le procès a finalement été annulé, mais Elliot et Fin le suivent à la trace. Le second inspecteur le découvre au refuge pour SDF et le surprend en train de se disputer avec Eddie Skinner, ce qui laisse à penser que les deux hommes sont complices. Et cela se confirme, car Luke admet avoir engagé Eddie pour intimider Annette et non la tuer. 